# Ashikaga Yoshikane
Ashikaga Yoshikane (足利義兼) (ca. 1154 - 5 april 1199) werd hoofd van de Ashikaga clan tijdens de heerschappij van keizer Konoe (1142-1155).

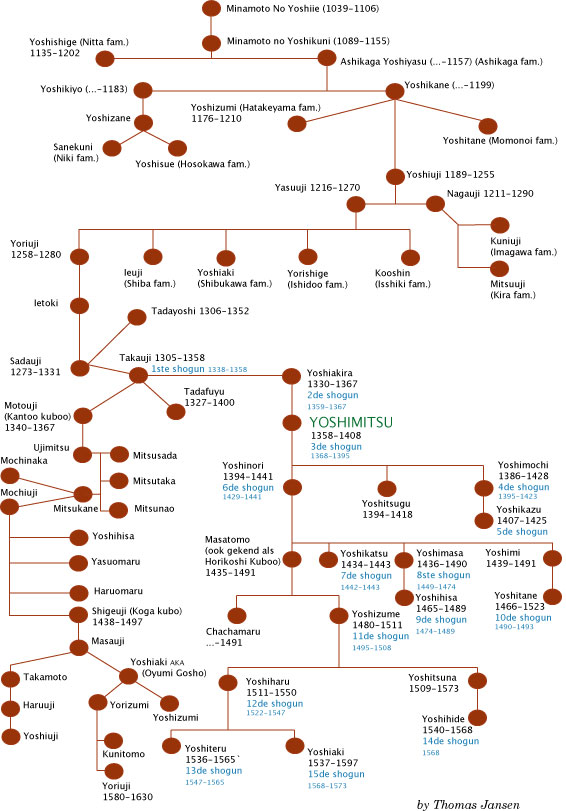
Een korte stamboom van de Ashikaga familie en verwanten.
Klik voor een grotere afbeelding.

- Kyūan 6, in de 12de maand (1150): Minamoto-no Yoshikane werd hoofd van de Ashikaga clan in de provincie Shimotsuke.[1]

Yoshikane was de derde zoon van Ashikaga Yoshikasu.